# Hypothyris viola
Hypothyris viola är en fjärilsart som beskrevs av Richard Haensch 1905. Hypothyris viola ingår i släktet Hypothyris och familjen praktfjärilar. Inga underarter finns listade i Catalogue of Life.